# ゴンベ渓流国立公園

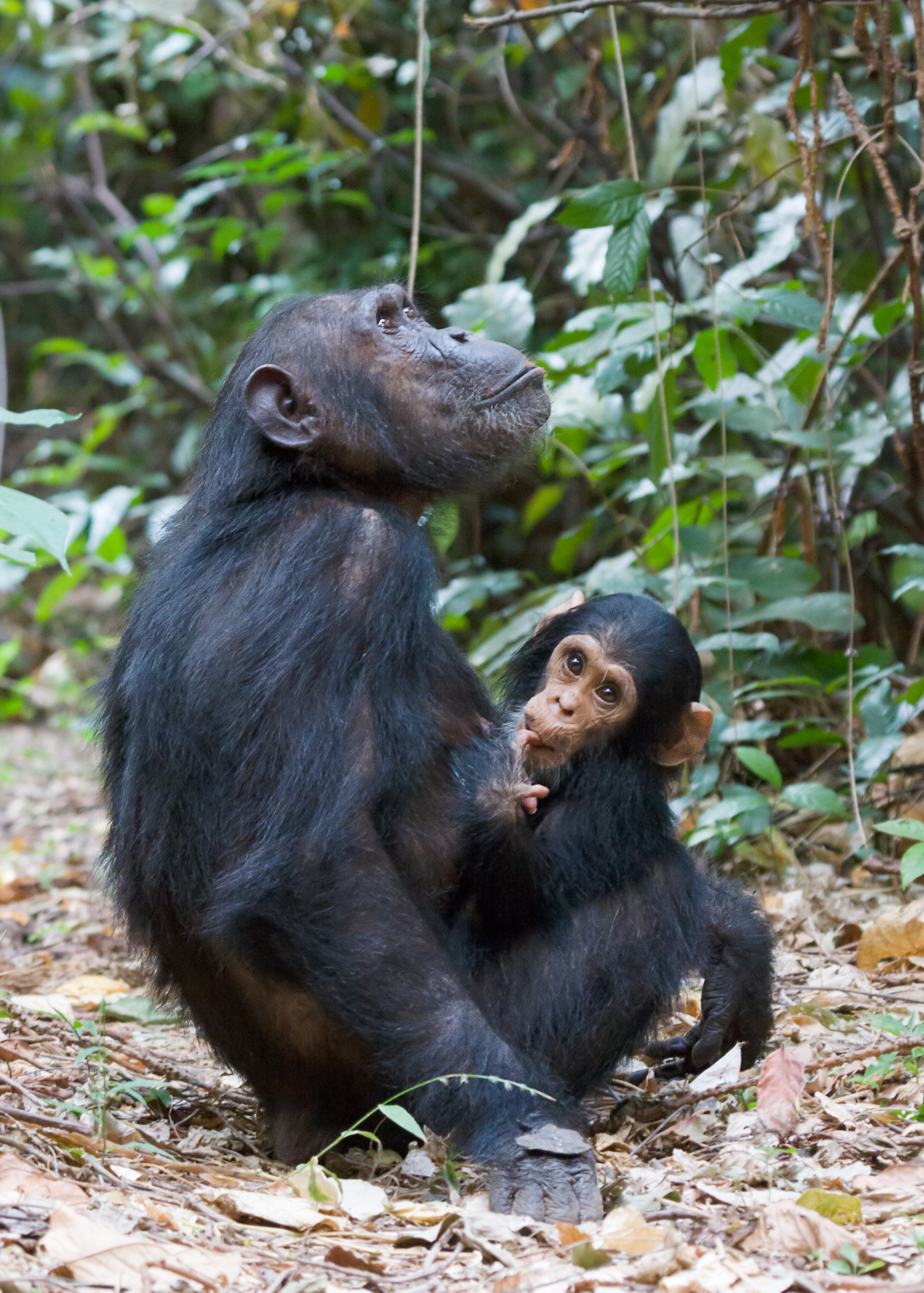
チンパンジー

ゴンベ渓流国立公園（ゴンベけいりゅうこくりつこうえん）はタンザニアの国立公園。敷地面積は最小であるが、野生のチンパンジーがよく観察できることで有名。日本では単にゴンベ国立公園と称されることが多い。

## 概要
キゴマの16キロメートル北に位置し、52平方キロメートルの敷地面積はタンザニアの国立公園としては最小である。タンガニーカ湖に面し、植生は乾燥疎開林と草地、竹林があり、アンゴラカリン、ミリキア・エクスケルサなどの種が生える。動物はチンパンジー（ケナガチンパンジー）の他、アカコロブスやブルーダイカ、アフリカゾウなどがいるが、大型の肉食獣はいない。現在、国立公園の周囲は開墾され畑になっている。
1960年、ルイス・リーキーの指示によって、ジェーン・グドールが野生チンパンジーの研究をはじめ、1961年に世界で初めて野生チンパンジーの餌付けに成功し、1968年に国立公園として制定された。2018年にマシト地域・ウガラ地域と共に「ゴンベ・マシト・ウガラ生物圏保護区」に指定された。

## アクセス
キゴマからボートで3時間ほどで到着する。